# 宽苞韭
宽苞韭（学名：Allium platyspathum）为葱科葱属的植物。分布于俄罗斯西伯利亚地区、中亚地区以及中国大陆的甘肃、新疆等地，生长于海拔1,500米至3,500米的地区，一般生于阴湿山坡、草地及林下，目前已由人工引种栽培。